# Odain Rose

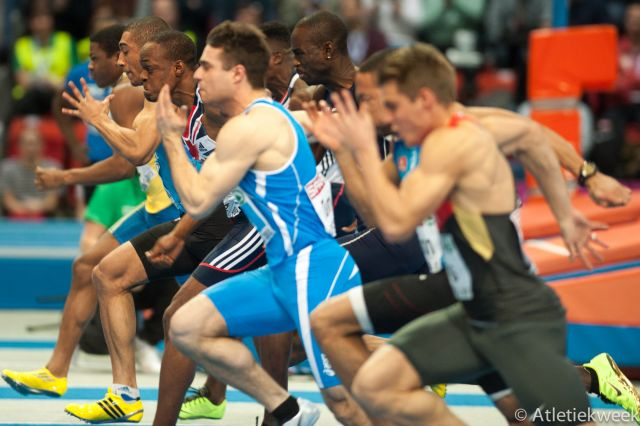
O'Dain Rose final EM i Göteborg

O'Dain Ovany Rose, född 19 juli 1992 i Port Antonio, Jamaica, är en jamaicafödd friidrottare (kortdistanslöpare) som är den nionde bästa på 100 meter och sjätte bästa på 60 meter genom tiderna i Sverige.

## Tidigt liv
O'Dain Rose föddes på Jamaica, där han tillbringade tre år av sin barndom, för att sedan flytta till Sverige med sin mor. Som barn gick han skola i Hörnefors och utövade bland annat fotboll innan han fann friidrotten.

## Juniorkarriären

### 2008
Vid 16 års ålder började Rose bli bland de snabbaste löparna på distansen 100 meter i Sverige. När han inledde sina studier på Dragonskolan i Umeå 2008 kombinerade han friidrott med studier i företagsekonomi. 2008 vann Rose sin första guldmedalj vid de årliga skolmästerskapen för ungdomar, då han tog guld på 100 meter i klassen P16 (pojkar 16 år) med tiden 11,03 sekunder med vinden -0.8.

### 2009
År 2009 debuterade Rose i landslaget, vid ungdoms-finnkampen U17 (17 år) där han segrade med marginal på både den individuella sträckan 100 meter och 4x100 meter. Det gick däremot lite tyngre på de svenska U20-mästerskapen (SM) där han fick silver på 60 meter inomhus såväl som på 100 meter.

### 2010
Under 2010 började Rose närma sig etablerade svenska sprinters som Stefan Tärnhuvud (mångfaldig svensk mästare inomhus såväl som utomhus). Han hade en tung inomhussäsong där han slutade trea på U20-SM med endast 0,01 till vinnaren Benjamin Olsson, men utomhus vann han både 100 meter och 200 meter på U20-SM. Samma säsong var också första gången han tog internationella medaljer, vid nordiska mästerskapen (NM) U20 på Akureyri, Island där han vann 100 meter, 4x100 meter samt tog silver på 200 meter.
Året där på blev ännu ett steg i rätt riktning. Rose började starkt inomhus där han först vann U20-SM på 60 meter och sedan fortsatte inomhussäsongen med silver på stora SM. När det var dags för utomhussäsongen såg han till att vinna U20-SM på 100 meter och tog sedan silver på 100 meter på NM i Köpenhamn, Danmark

### 2011
År 2011 gjorde Rose sitt första internationella mästerskap, junior-EM i Tallinn, Estland. Där blev han utslagen direkt i försöken med en fjärdeplats i sitt heat på 10,80. Det var också det första året som han medverkade som senior i Finnkampen, där han endast sprang stafetten 4x100 meter på den sista sträckan.

## Seniorkarriären

### 2012
O'Dain Rose började ta steget till bli en av de bästa sprintrarna i Sverige, efter att tagit sin första svenska mästerskapsmedalj (brons) fick han ännu en gång representera Sverige i Finnkampen både individuellt på 100 meter där han slutade fyra, en hundradels sekund ifrån en tredjeplats, och på stafetten 4x100 meter som Sverige (Alexander Brorsson, Nil de Oliveira och Benjamin Olsson) vann.

### 2013
Under 2013 tog Rose steget från nationell elit till europeisk elit. Han visade hela säsongen att han var en sprinter på väg mot världseliten då han började att rada upp tider under 6,70, vilket inte hade noterats i Sverige på mer än tio år. Han fortsatte med att vinna Svenska inomhusmästerskapen i friidrott på både senior- och juniorsidan (U23). 
Sverige var värd för Inomhus-Europamästerskapen i Göteborg och Rose tog vara på chansen. Han började redan i försöksrundan med att slå ut Dwain Chambers. Senare i semifinalen slutade han som tredje man på det nya personbästat 6,63. Med det kvalificerat han sig till finalen, där ingen svensk varit sedan 2002. I finalen slutade Rose på femte plats med det nya personbästat 6,62, endast 0,01 från en fjärdeplats.
Efter inomhussäsongen rankades Rose som en av de bästa 60-meterslöparna i Sverige genom tiderna (5:a). Efter inomhussäsongen och åtta tävlingar hade Rose en segersvit på sju tävlingar samt en femteplats.[källa behövs]

### 2014
Vid inomhus-VM i Sopot, Polen år 2014 deltog Rose på 60 meter men slogs efter ett försökslopp på 6,71 ut från vidare deltagande. För semifinalplats hade krävts tiden 6,69.

### 2015
Vid inomhus-EM 2015 i Prag, Tjeckien deltog Rose på 60 meter och gick vidare från försöken med tiden 6,67. Han slogs dock ut i semifinalen där han sprang på 6,74.

### 2016
Rose vann 60 meter vid Inomhus-SM i februari på tiden 6,62. Vid Inomhus-VM i mars deltog han också på 60 meter men slogs ut i försöken med tiden 6,69. Det krävdes 6,67 för att gå vidare.
Under utomhussäsongen tog Rose i slutet av augusti hem SM-silver utomhus på 100 meter efter Tom Kling-Baptiste.

### 2022
I februari 2022 vid inomhus-SM tog Rose silver på 60 meter efter ett lopp på 6,72 sekunder.

## Personliga rekord
| Distans   | Tid   | Förhållanden | Stad            | Datum        | Anmärkning |
| --------- | ----- | ------------ | --------------- | ------------ | ---------- |
| 100 meter | 10,30 | +1,8 m/s     | Göteborg        | 13 juni 2014 |            |
| 200 meter | 21,65 | +1,1 m/s     | Jessheim, Norge | 22 juli 2012 |            |

| Distans   | Tid   | Förhållanden | Stad     | Datum           | Rekord | Anmärkning |
| --------- | ----- | ------------ | -------- | --------------- | ------ | ---------- |
| 60 meter  | 6,62  |              | Göteborg | 2 mars 2013     |        | Inomhus-EM |
| 200 meter | 22,55 |              | Umeå     | 15 januari 2012 |        |            |

### Fotnoter
1. ↑  ”Odain Rose Friidrottsstatistik”. friidrottsstatistik.se. https://www.friidrottsstatistik.se/atswe.php?Gender=1&ID=112402. Läst 28 mars 2022.
2. ↑  ”Stora SM 2012, dag 1”. swedishtiming.se. Arkiverad från originalet den 7 mars 2016. https://web.archive.org/web/20160307130244/http://www.swedishtiming.se/resultat/120824.htm. Läst 16 april 2013.
3. ↑  ”Stora SM 2014, dag 1” (htm). trackandfield.se. Arkiverad från originalet den 5 april 2015. https://web.archive.org/web/20150405040001/http://www.trackandfield.se/resultat/2014/140801.htm. Läst 21 oktober 2014.
4. 1 2  ”Stora SM 2016”. Arkiverad från originalet den 23 augusti 2017. https://web.archive.org/web/20170823210252/http://212.247.216.72/friidrott/sm16/Resultat.php. Läst 1 november 2016.
5. ↑  ”Resultat: SM-JSM-USM-VSM Stafett, Göteborg/S 28‐29.5.22”. friidrottsstatistik.se. https://www.friidrottsstatistik.se/resultsswe.php?CID=13014836&Season=2022. Läst 6 augusti 2022.
6. ↑  ”Stora inne-SM 2011 dag 1, resultat”. trackandfield.se. Arkiverad från originalet den 5 oktober 2012. https://web.archive.org/web/20121005022150/http://www.trackandfield.se/resultat/2011/110226.htm. Läst 19 juli 2012.
7. ↑  ”Stora inne-SM 2013, resultat”. trackandfield.se. Arkiverad från originalet den 20 februari 2013. https://web.archive.org/web/20130220083140/http://www.trackandfield.se/Resultat/2013/130215.htm. Läst 18 februari 2013.
8. ↑  ”Stora inne-SM 2014 dag 1, resultat”. trackandfield.se. Arkiverad från originalet den 18 januari 2015. https://web.archive.org/web/20150118200016/http://www.trackandfield.se/resultat/2014/140222.htm. Läst 14 januari 2015.
9. 1 2  ”Stora inne-SM 2016, resultat”. livetiming.se. http://livetiming.se/track/ism16/. Läst 26 maj 2016.
10. ↑  ”Inomhus-SM 2019”. liveresults.se. https://liveresults.se/competition/inomhus-sm-2019?tab=results. Läst 17 februari 2019.
11. ↑  ”ISM 2020 Växjö 22-23 februari”. telekonsultarena.se. https://telekonsultarena.se/resultat/ISM20/Resultat.php. Läst 29 februari 2020.
12. ↑  ”Resultat: Inomhus-SM, Malmö/A 19‐21.2.21 Inne”. friidrottsstatistik.se. https://www.friidrottsstatistik.se/resultsswe.php?CID=12976657&Season=2021. Läst 23 juli 2021.
13. ↑  ”Nordic-Baltic U23 Championships 2012, 100 m”. andro.no. http://webres.andro.no/nbjm/2012/res.asp?res=r-men-100_m&dag=1. Läst 18 november 2015.
14. ↑  ”Nordic-Baltic U23 Championships 2012, 4x100 m”. andro.no. http://webres.andro.no/nbjm/2012/res.asp?res=rs-men-4x100_m_relay&dag=1. Läst 18 november 2015.
15. 1 2 3 4 5  ”Personsida på World Athletics webbplats” (på engelska). worldathletics.org. https://www.worldathletics.org/athletes/sweden/odain-rose-14377240. Läst 18 februari 2019.
16. ↑  ”Sverige genom tiderna – Män, Seniorer, Ute”. friidrottsstatistik.se. https://www.friidrottsstatistik.se/alltswe10.php?gender=1&age=99&ind=0&enumber=0. Läst 28 mars 2022.
17. ↑  ”Sverige genom tiderna – Män, Seniorer, Inne”. friidrottsstatistik.se. https://www.friidrottsstatistik.se/alltswe10.php?gender=1&age=99&ind=1&enumber=0. Läst 28 mars 2022.
18. ↑  Gustavsson, Sven (2 mars 2013). ”Odain Rose femma på 60 meter”. Dagens Nyheter. ISSN 1101-2447. https://www.dn.se/sport/odain-rose-femma-pa-60-meter/. Läst 4 april 2022.
19. ↑  ”Skol-SM 2008 Resultat fredag 12 september”. friidrott.se. Arkiverad från originalet den 12 december 2016. https://web.archive.org/web/20161212230514/http://www.friidrott.se/rs/resultat2/skolsmarkiv/res08/res08fre.aspx. Läst 11 november 2016.
20. ↑  ”Uttagningar juniorer-ungdom 2009”. friidrott.se. 19 augusti 2009. Arkiverad från originalet den 12 november 2016. https://web.archive.org/web/20161112015245/http://www.friidrott.se/elit/uttag/uttag09ju.aspx#vfin17. Läst 11 november 2016.
21. ↑  ”Juniorer-ungdom 2010”. friidrott.se. 3 september 2010. Arkiverad från originalet den 3 juni 2012. https://web.archive.org/web/20120603204627/http://www.friidrott.se/elit/uttag/uttag10ju.aspx#njlk. Läst 21 juni 2012.
22. ↑  ”European Athletics U20 Championships - Tallinn 2011” (på engelska). european-athletics.org. http://www.european-athletics.org/competitions/european-athletics-u20-championships/history/year=2011/results/index.html. Läst 10 november 2017.
23. ↑  ”Juniorer-ungdom 2011”. friidrott.se. 8 september 2011. Arkiverad från originalet den 3 juni 2012. https://web.archive.org/web/20120603204542/http://www.friidrott.se/elit/uttag/uttag11ju.aspx. Läst 21 juni 2012.
24. ↑  ”European Athletics Indoor Championships - Göteborg 2013” (på engelska). european-athletics.org. http://www.european-athletics.org/competitions/european-athletics-indoor-championships/history/year=2013/results/index.html#. Läst 23 augusti 2017.
25. ↑  ”60 Metres Men IAAF World Indoor Championships 2014 Sopot (Ergo Arena), Poland 07 Mar 2014 - 09 Mar 2014” (på engelska). iaaf.org. https://www.iaaf.org/results/iaaf-world-indoor-championships/2014/iaaf-world-indoor-championships-2014-4952/men/60-metres/heats/result. Läst 21 januari 2017.
26. ↑  ”IVM: Små marginaler på 60”. friidrott.se. 7 mars 2014. Arkiverad från originalet den 2 februari 2017. https://web.archive.org/web/20170202070931/http://www.friidrott.se/nyheter.aspx?id=16334. Läst 21 januari 2017.
27. ↑  ”European Athletics Indoor Championships - Prague 2015” (på engelska). european-athletics.org. http://www.european-athletics.org/competitions/european-athletics-indoor-championships/history/year=2015/results/index.html. Läst 20 augusti 2017.
28. ↑  ”60 Metres Men IAAF World Indoor Championships Portland (Oregon Convention Center), OR, United States 17 Mar 2016 - 20 Mar 2016” (på engelska). iaaf.org. https://www.iaaf.org/results/iaaf-world-indoor-championships/2016/iaaf-world-indoor-championships-5681/men/60-metres/heats/result. Läst 20 januari 2017.
29. ↑  ”Lysande 60 m-tid av Henrik Larsson”. friidrottaren.com. 26 februari 2022. https://www.friidrottaren.com/lysande-60-m-tid-av-henrik-larsson/. Läst 28 mars 2022.
30. 1 2 3  ”Personsida på European Athletics' webbplats” (på engelska). european-athletics.org. https://www.european-athletics.com/historical-data/athletes/sweden/odain-rose-014377240. Läst 18 februari 2019.